# Świerszcz śródziemnomorski
Świerszcz śródziemnomorski (Gryllus bimaculatus) – gatunek owada prostoskrzydłego z rodziny świerszczowatych (Gryllidae) blisko spokrewniony i podobny do świerszcza domowego. Występuje na obszarach przyśródziemnomorskich, w Afryce i w tropikalnej Azji. Jest często hodowany w laboratoriach, również w Polsce. Może się pojawiać jako uciekinier z hodowli, jednak w Polsce nie stwierdzono jego występowania w warunkach naturalnych.